# Mirabilândia
Mirabilandia (originalmente chamado Playcenter Pernambuco) foi um parque de diversões localizado em Olinda, Pernambuco. Foi o único parque de diversões fixo do Nordeste pertencia ao Grupo Peixoto.

## História
Originalmente chamado Playcenter Pernambuco, o parque foi construído e inaugurado em um espaço cedido pelo Centro de Convenções do Estado em 1994 pelo Grupo Playcenter como parte da expansão da marca pelo Brasil. A escolha pela cidade de Olinda se deu pelo fato da cidade estar localizada na Região Metropolitana de Recife, uma das maiores do país em um estado turismo já estabelecido. Originalmente, o parque contava com mais de 20 atrações e chegou a atrair anualmente cerca de 450 mil pessoas. Em 2002 para quitar uma dívida, o Grupo Playcenter vendeu o parque para o grupo italiano Leasure Park, que então administrava um parque de nome Mirabilandia na Italia, em sociedade com o Grupo Peixoto, rebatizando o parque. Em 2006, o Mirabilandia Italia foi adquirido pelo grupo espanhol Parques Reunidos. O Mirabilandia de Pernambuco então passou a ser administrado apenas pelo Grupo Peixoto, mas mantendo o nome e identidade visual da versão italiana.
Desde sua inauguração, o Mirabilandia se mantinha como único parque fixo da região nordeste brasileira, e figurava com um dos principais parques de diversões do Brasil. O parque contava com mais de 30 atrações nas categorias aterrorizante, radical, familiar e infantil, e além de revezar atrações com os parques itinerantes que compõe o grupo, se destaca por constantemente trazer novas atrações importadas ou reformadas. Além disso, o espaço contava ainda com praça de alimentação, ambulatório, guarda-volumes, banheiros, achados e perdidos, salão de jogos e palco para shows, peças de teatro e musicais. O parque também contava com programas especiais, como o projeto educacional “Aulas no Parque” que leva crianças e jovens de escolas públicas e particulares para uma educação multidisciplinar utilizando o parque como cenário e atrações como ferramentas de aprendizagem.

### "Novo" Mirabilandia
Em 2010, o Centro de Convenções do Estado solicitou a retomada do espaço visando uma expansão de suas atividades. Desde então, o Grupo Peixoto trabalhava para realocação em um novo terreno adquirido na Mata do Ronca, próximo a BR-101 no município de Paulista, também em Pernambuco. O terreno possui cerca de 279 mil metros quadrados e está localizado em uma Unidade de Conservação Ambiental, mas o parque ocuparia apenas 20% da área, em um trecho já desmatado, além de preservar e recuperar a mata no restante do terreno. Na fase preliminar focado na movimentação de terra, o parque planejava uma implantação em fases, sendo a primeira com duração de até 2 anos e traria além das atrações que já estavam no terreno atual, outras que foram adquiridas neste meio tempo, incluindo duas novas montanhas russas. Após atrasos com liberações ambientais e com a pandemia de COVID-19, a situação do novo parque permaneceu em suspensão, porém com a concessão do Centro de Convenções do Estado, um acordo foi firmado para devolução de 20 mil metros quadrados do terreno em 120 dias e devolução total em até 2 anos, com estimativa que o novo parque fosse aberto em meados de 2025. Mas depois os planos foram cancelados posteriormente.

## Atrações
O parque conta com mais de 30 atrações, sem contar jogos e atividades que são pagos à parte. No cenário nacional, o parque se destaca por além de trazer novas atrações quase todos os anos (algumas importadas da Europa), ser referência na recuperação de atrações danificadas ou dadas pelas fabricantes como "perda total", caso da montanha-russa Super Tornado da empresa holandesa Vekoma que foi comprada a valor de sucata do Tivoli Park quando esta se encontrava coberta de ferrugem e hoje segue em pleno funcionamento.

### Radicais
- Super Tornado: Montanha russa com duas inversões do tipo Corkscrew (Saca rolhas) com trilhos amarelos e suportes azuis.
- Megadance: Também conhecido como La Bamba, Samba, Tagada ou Tagadisco ou Pandeiro.
- Move It: Único do estilo no Brasil.
- Trampolim: Atração paga a parte.
- Over Loop: Atração semelhante ao "Top Spin".
- Tapete Mágico: Atração mecânica.
- Rock and Roll: Também conhecido como Amor Express e Matterhorn, gira 20 carros em um trajeto com onda.
- Thunder: Atração do tipo pêndulo, conta com um braço mecânico que se equilibra em 180° atingindo 25 metros de altura, inaugurado em 2012.

### Familiares
- Splash: Passeio que leva as pessoas a duas cachoeiras.
- Auto Pista: Também conhecido como carros de bate-bate.
- Saltamontes: Completamente reformado, os visitantes sobem e descem ao ritmo de uma música.
- Roda Gigante
- Ciclone: Atração do tipo tobogã.
- Dragão: Mini montanha russa elétrica.
- Sea Dragon: Atração conhecida como Barco Viking.

### Infantis
- Cama Elástica
- Carrossel
- Carrossel Fantasia
- Cavalinhos
- Kid Play
- Mini Dumbo
- Mini Pista
- Red Baron
- Super Bikers
- Trem Rio Grande
- Dakkar
- Mini Helicópteros

### Aterrorizantes
- Trem Fantasma
- Mansão do Terror

### Novas atrações
Para o novo terreno do parque ainda em fase de implantação, as seguintes atrações foram adquiridas:
- Sky Mountain: Montanha-russa do tipo invertida com trilhos verdes e suportes azuis fabricados pela Vekoma. É do modelo Giant Inverted Boomerang.
- Monte Makaya: Montanha Russa com 8 inversões, trilhos e suportes brancos fabricados pela Intamin.
- Waimea: atração do tipo aquática com barcos que transportam passageiros em um canal elevado de 15 metros de altura e despenca em uma piscina provocando uma grande onda.

## Eventos

### Hora do Terror
Aos moldes de eventos similares que há em outros parques do país, a Hora do Terror é um evento de temporada do estilo Halloween e ocorre usualmente entre os meses de Outubro e Dezembro. O evento começa a partir das 18 horas e conta com mais de 100 artistas em shows musicais e atores vestidos como monstros espalhados pelo parque e em labirintos (chamados núcleos) especialmente produzidos para o evento. Cada edição do evento conta com um tema:
- 2002: Psicose
- 2003: Pesadelo
- 2004: Portal Macabro
- 2005: Fim dos Tempos
- 2006: Mistério das Ilusões
- 2007: O Enigma
- 2008: O Desconhecido
- 2009: O Segredo do Tesouro
- 2010: Vampiros & Lobisomens
- 2011: Jogada Fatal
- 2012: Cidade Fantasma
- 2013: Contos de Terror
- 2014: Sanatório: Medos do Subconsciente
- 2015: Medos
- 2016: Imortais
- 2017: Halloween: A Festa
- 2018: Império
- 2019: O Espetáculo
- 2022: Terror na Mansão
- 2023: Pântano: Descubra este mistério

## Controvérsias
Em 27 de junho de 2014, dois adolescentes ficaram feridos após brincarem na atração "Polvo". A dinâmica do acidente não foi explicada e a atração foi isolada para perícia.
Em 22 de setembro de 2023, uma mulher foi arremessada para fora da atração "Wave Swinger" após ruptura das correntes que seguravam o assento da atração. A mulher teve fraturas pelo corpo e traumatismo cranioencefálico (TCE), sendo imediatamente socorrida e encaminhada para o Hospital de Restauração. As atividades do parque foram suspensas por tempo indeterminado. A vítima do acidente mais tarde veio a falecer por traumatismo cranioencefálico após passar meses internada em estado grave em um hospital local.   Após a perícia, a atração foi desmontada e removida para a área de manutenção do parque.

## Encerramento
Em janeiro de 2025, o parque fez um anúncio importante em suas redes sociais, informando que estaria fechando suas portas no dia 2 de fevereiro. A decisão gerou bastante expectativa entre os visitantes, que aguardavam mais detalhes sobre o motivo do fechamento e como isso afetaria as operações do local.
No dia 2 de fevereiro de 2025, o parque confirmou o encerramento de suas atividades, conforme o anúncio feito anteriormente em suas redes sociais. Esse fechamento marcou o fim de um ciclo para o local.